# Metapenaeus joyneri
Metapenaeus joyneri är en kräftdjursart som först beskrevs av Edward John Miers 1880.
Metapenaeus joyneri ingår i släktet Metapenaeus och familjen Penaeidae. Inga underarter finns listade i Catalogue of Life.